# MDA 프레임워크

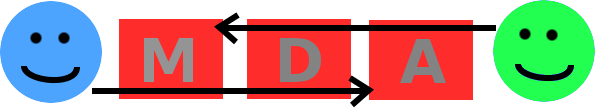
디자이너(파랑)와 플레이어(초록)의 관점에서 본 역학(Mechanics), 동역학(Dynamics), 미학(Aesthetics).

Mechanics-Dynamics-Aesthetics(MDA) 프레임워크는 게임 디자인에서 게임 분석에 쓰이는 도구다. 게임의 소비를 세 가지 구성 요소, 즉 역학(Mechanics), 동역학(Dynamics), 미학(Aesthetics)으로 나누어 형식화한다. 이 세 단어는 게임의 다양한 측면을 서술하기 위해 다년간 비공식적으로 사용돼왔지만, MDA 프레임워크는 이들에 대한 정교한 정의를 제공하고, 서로 어떤 관련이 있고 플레이어의 경험에 어떤 영향을 주는지에 대한 설명을 추구한다.
- 역학은 게임의 기본 구성요소들을 뜻한다 - 게임의 규칙, 플레이어가 취할 수 있는 모든 기본 액션, 게임 엔진의 알고리즘과 데이터 구조 등.
- 동역학은 역학들이 플레이어 입력에 따라 작동하고, 다른 역학들과 "협력하는" 런타임(run-time, 게임진행중의) 작용을 뜻한다.
- 미학은 플레이어 안에서 일깨워지는 감정적 반응을 뜻한다.

Hunicke, LeBlanc과 Zubek에 따르면 미학에는 8종류가 있다:
1. 감각 (감각-쾌락으로서의 게임) : 플레이어는 기억할만한 시청각 효과를 즐긴다.
2. 판타지 (환상으로서의 게임) : 상상의 세계.
3. 내러티브 (드라마로서의 게임) : 플레이어가 계속 돌아오게 만드는 이야기.
4. 도전 (장애물 코스로서의 게임) : 무언가를 마스터하도록 촉구. 게임의 재플레이성을 높임.
5. 유대감 (사회적 체제로서의 게임) : 플레이어가 그 일부가 되어 활발히 활동하는 커뮤니티. 거의 멀티플레이어 게임 전용.
6. 발견 (미지의 영역으로서의 게임) : 게임 세계를 탐험하도록 촉구.
7. 표현 (자기발견으로서의 게임) : 창조성. 예를 들어 플레이어 자신의 화신처럼 보이는 캐릭터를 만드는 것.
8. 복종 (소일거리로서의 게임) : 제약에도 불구하고 게임 전체로의 연결

이 논문은 '게임플레이'와 '재미'와 같은 용어를 더 개선해 명시하고, 게임 연구의 어휘를 확장하고, 플레이의 여덟가지 다른 유형에 대한 느슨한 분류체계를 제시한다. 이 프레임워크는 이런 정의들을 사용해, 게임이 사용하는 여덟개 하위 카테고리에 있는 다른 동역학들을 장려하고 억제하는 사례를 보여준다.
디자이너의 관점에서, 역학은 동역학을 생성하고, 동역학과 미학을 생성한다. 이런 관계는 게임디자이너에게 어려운 과제다. 디자이너는 역학에만 영향을 줄 수 있고, 오직 이를 통해서만 플레이어에게 의미있는 동역학과 미학을 만들어 낼 수 있기 때문이다. 플레이어의 관점은 그 반대다. 그들은 미학을 통해 게임을 경험하고, 이것이 게임의 동역학을 제공하며, 동역학은 역학으로부터 창발(emerge)되기 때문이다.